# Bảo Đại
Pour l’article homonyme, voir Pont de Baodai.
Cette page contient des caractères spéciaux ou non latins. S’ils s’affichent mal (▯, ?, etc.), consultez la page d’aide Unicode.
Bảo Đại (du vietnamien : 保大帝 en caractères anciens) est le nom d'intronisation du prince Nguyễn Phúc Vĩnh Thụy, fils unique de l'empereur Khải Định (啟定帝), né le 22 octobre 1913 au palais Doan Trang Vien de Huế dans le protectorat français d'Annam et mort le 31 juillet 1997 à l'hôpital militaire du Val-de-Grâce à Paris.
Treizième et dernier monarque de la dynastie des Nguyễn, il est aussi le dernier empereur du Viêt Nam ; il règne sous la colonisation française, alors que la dynastie n'exerce plus qu'une souveraineté symbolique sur les protectorats de l'Annam et du Tonkin.
Partisan de l'indépendance, il abdique malgré lui le 25 août 1945, remettant les symboles de sa souveraineté, le sceau et l'épée d'or, à une délégation Việt Minh, alors que l'Indochine française se trouve en plein chaos (épisode dit de la révolution d'août). Il est conservé par les indépendantistes comme « conseiller politique ».
En 1949, durant la guerre d'Indochine, il est ramené au pouvoir par les Français, non plus avec le titre d'empereur mais avec celui de chef de l'État du Viêt Nam. En 1955, il est renversé par son Premier ministre, Ngô Đình Diệm, et passe le reste de sa vie en exil.

## Biographie

### Enfance et jeunesse

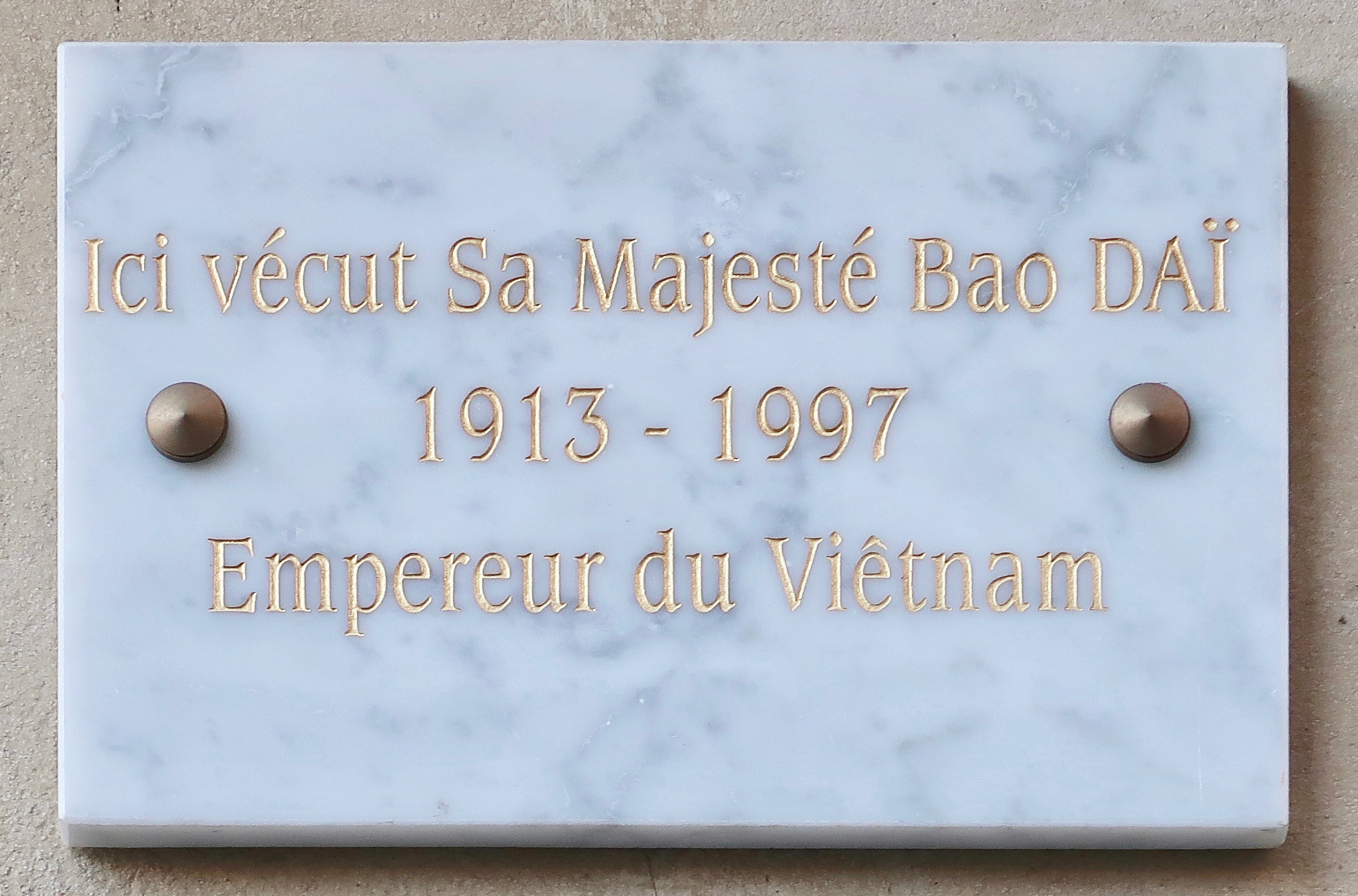
Plaque 13 avenue de Lamballe (Paris).

Fils de l'empereur Khải Định de la dynastie des Nguyễn, le prince Vĩnh Thụy, né le 22 octobre 1913, a vécu durant toute son enfance au Palais impérial de Hué. Le prince Vĩnh Thụy succède à son père le 8 janvier 1926 et prend le nom de Bảo Đại (gardien de la Grandeur). De tous les souverains de la dynastie des Nguyễn, Bảo Đại fut le seul à pouvoir faire des études en France et ce, pour une première étape (de 1922 à 1925), dès l'âge de neuf ans alors qu'il venait d'être investi, le 28 avril 1922, de la dignité de « prince héritier de la Couronne ». Il voulait parfaire son éducation à l'occidentale pour une seconde étape (de 1926 à 1932) en tant qu'empereur (à 13 ans) placé sous régence jusqu'à l'âge de 19 ans.
Il n'assume pas tout de suite le pouvoir, qui est confié à un régent, Tôn Thất Hân, favorisé par l'administration française. Il part pour Paris faire ses études : il fréquente le cours Hattemer où il est scout, le lycée Condorcet et le lycée Lakanal ; il étudie ensuite à l'École libre des sciences politiques pendant une année, le tout sous la direction de l'ancien Résident supérieur à Huế. Il habite son propre hôtel particulier avenue de Lamballe, dans le 16e arrondissement. Fait inédit pour un empereur vietnamien, il pratique de nombreux sports : tennis, golf, ski.

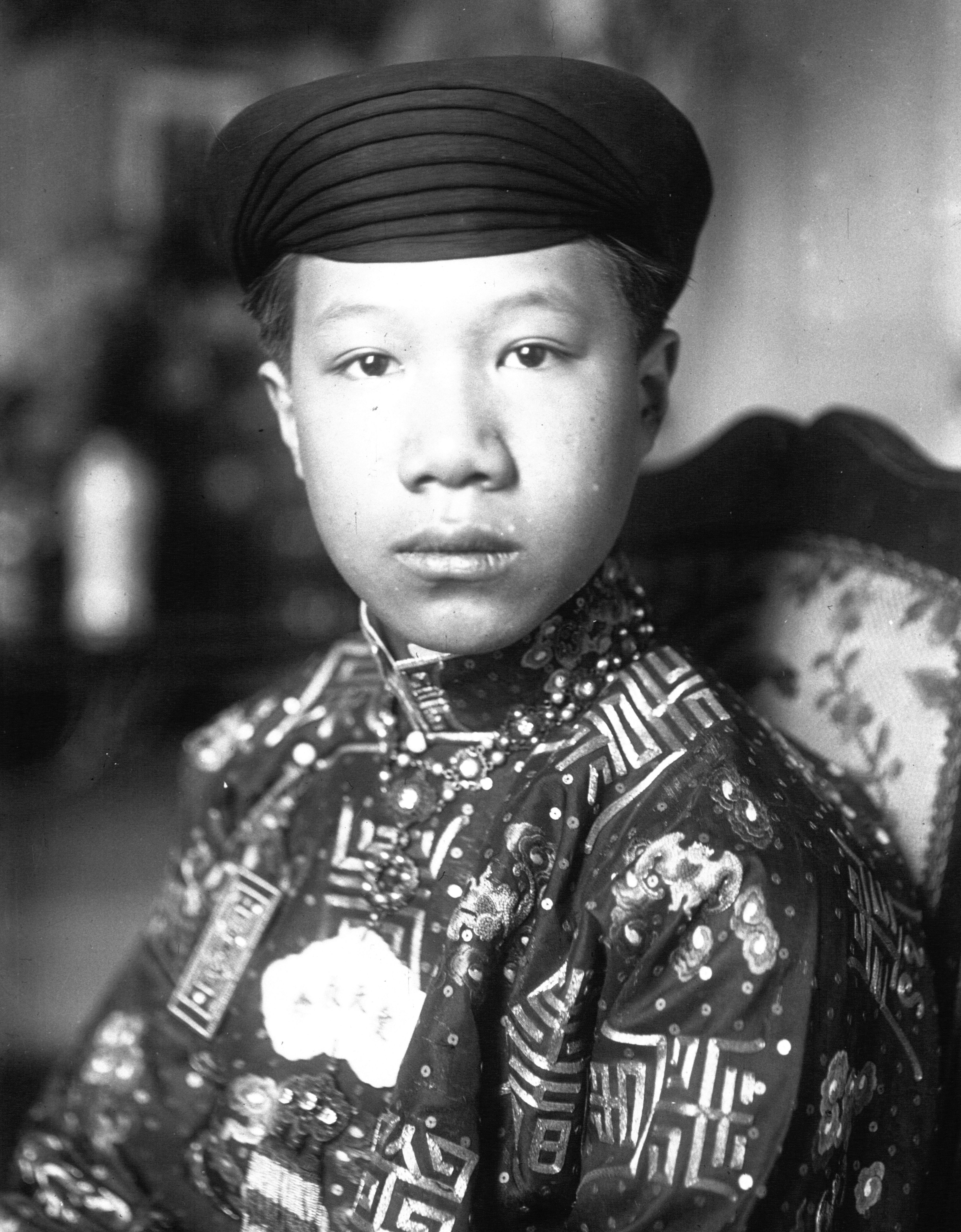
Bảo Đại en 1926.

### Exercice du pouvoir (1932-1940)
Peu enclin à abandonner son train de vie pour des responsabilités politiques, il ne revient au Việt Nam qu'en septembre 1932, pressé par le gouvernement français. Animé d'un esprit réformateur, il montre sa volonté de changement dès le 10 septembre, lors de la cérémonie d'hommage des hauts fonctionnaires, en parlant français. En outre, il supprime les prosternations front contre sol (lays) traditionnelles, qui sont remplacées par une triple inclination devant la personne de Bao Dai.
Il s'attaque ensuite aux grands changements politiques. Par l'ordonnance du 10 septembre 1932, le jeune empereur manifeste sa volonté de gouverner avec le concours du peuple (la devise Dân Vi Qui, « Le Peuple avant tout », le poursuit plus tard dans toute son action face à Hồ Chí Minh ou aux autorités françaises) sous la forme d'une monarchie constitutionnelle. Dans une autre ordonnance, datée du 2 mai 1933 et fort de l'impact qu'a exercé la première sur l'opinion, l'empereur Bảo Đại déclare vouloir prendre personnellement le gouvernement de l'Empire par le rajeunissement de la Cour et la réorganisation du Nôi Cac. Il annonce qu'il gouvernera seul, faisant de son secrétaire particulier l'homme clef du palais : il choisit Nguyên Dé, un jeune Vietnamien de culture occidentale (originaire d'Hanoï), comme secrétaire particulier et supprime le poste de ministre de la Guerre (devenu inutile puisque ses sujets servant dans la garde royale, les milices ou la police, relèvent de l'autorité française). Il pense même à transférer la capitale de Huế à Hanoï.

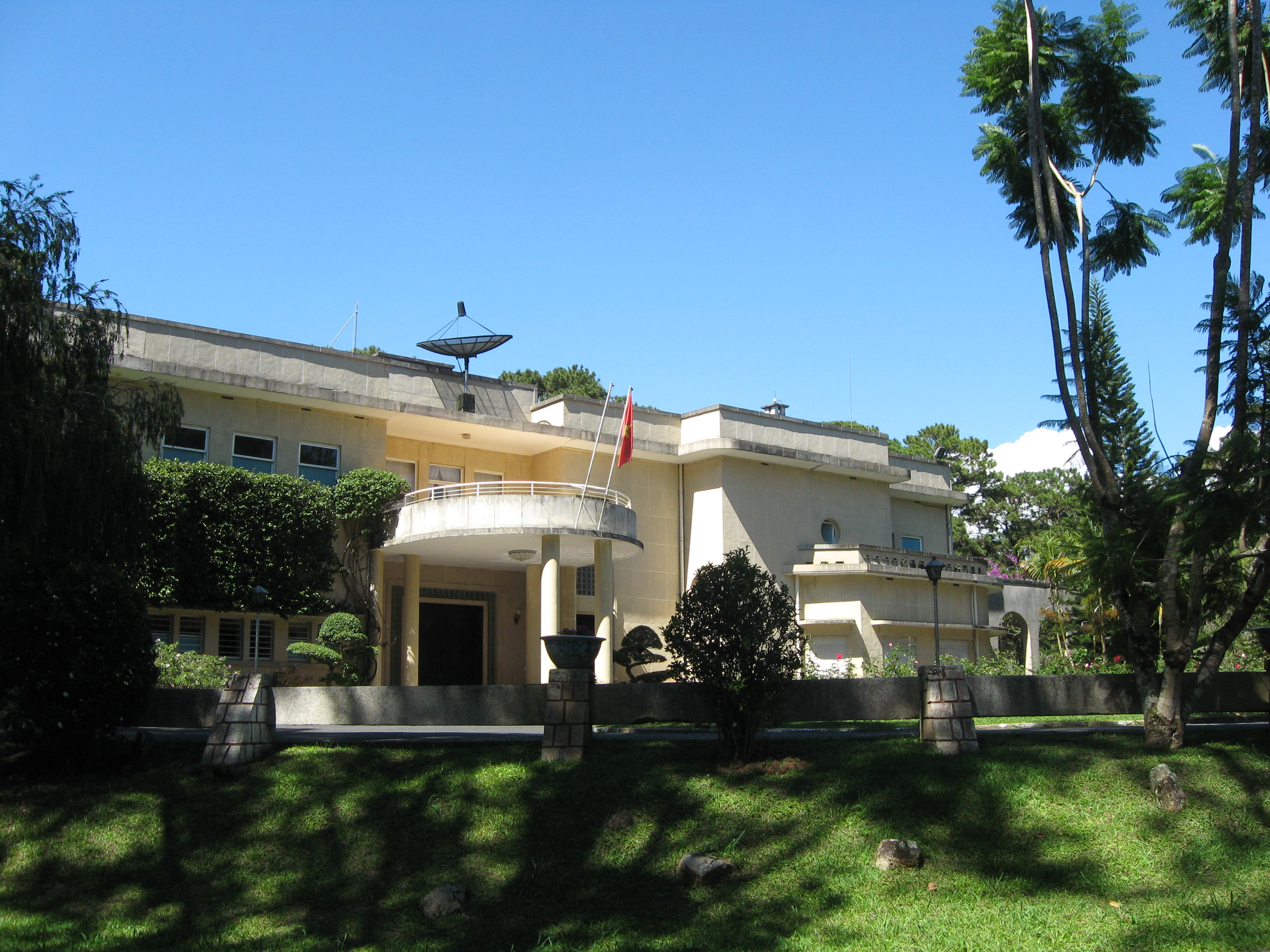
Vue de la résidence d'été de Bao Dai à Dalat.

Toutes ces mesures sont encouragées par le gouvernement français, qui voit en Bảo Đại un rempart contre les aspirations nationalistes et qui se réserve un droit de veto sur toute décision impériale. Dans un premier temps, Bảo Đại se montre actif en faisant promulguer de nouveaux codes pénal et civil, réforme l'enseignement et s'attaque même au système du mandarinat (très décrié par la population) en l'allégeant. Le pouvoir colonial français juge alors prudent de lui adjoindre un ministre conservateur, Ngô Đình Diệm. Cependant, il se retrouve de nouveau seul puisque Ngô Đình Diệm, se révélant nationaliste, perd son poste sous la pression française.
Le jeune souverain, qui a supprimé le gynécée (et les eunuques qui le surveillaient), annonce en 1934 son intention d'épouser Marie-Thérèse Nguyễn Hữu Thị Lan, une jeune catholique, élevée elle aussi en France, issue d'une famille riche du Sud (là encore, Bảo Đại brave la tradition et les conservateurs de la Cour comme le peuple, qui reprochent au monarque son choix d'une épouse catholique et la monogamie que cette religion impose, le mariage polygame restant un puissant instrument de faveur impériale). En outre, le pape Pie XI refuse à la famille de la fiancée une dispense canonique pour le mariage et exige un engagement écrit stipulant que les futurs enfants soient élevés dans la foi catholique. La presse se hâte d'étouffer le refus pontifical, mais L'Osservatore Romano est formel. Finalement, le mariage a lieu presque en secret, le 20 mars 1934, et  Bảo Đại s'engage à ne pas avoir d'autre épouse officielle et à ne pas donner naissance à des héritiers potentiels hors mariage. Sa femme prend le titre de reine et même d'impératrice Nam Phuong (Parfum du Sud) du vivant de l'empereur. Quand le prince Bảo Long naît deux ans plus tard, il reçoit un enseignement officiel bouddhiste mais aussi, en secret, catholique. Le 7 mars 1939, l'enfant est officiellement intronisé héritier de Bảo Đại. Cette même année, Bảo Đại effectue un grand voyage en France avec son épouse.

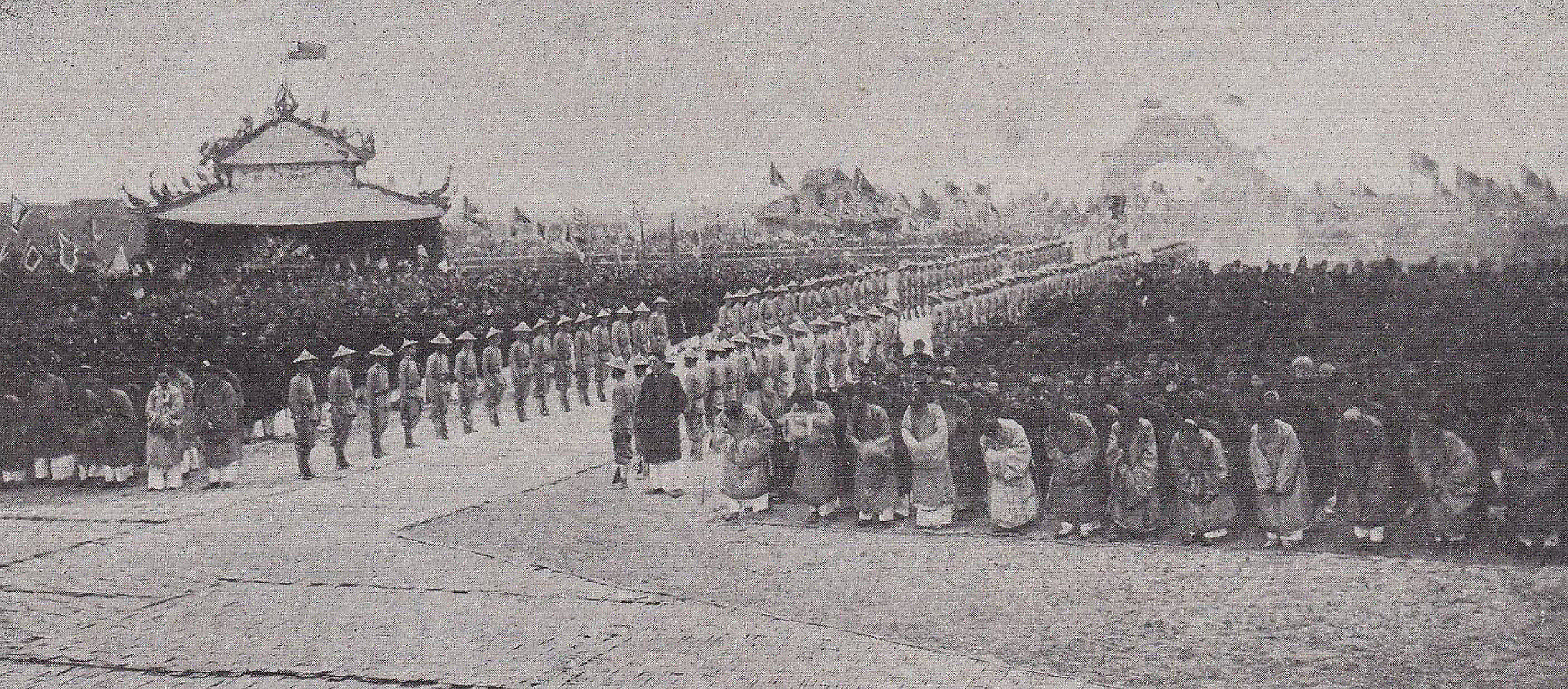
Sa majesté Bao-Daï fit le pèlerinage aux Tombeaux des ancêtres de la dynastie à Thanh-Hóa le 17e jour du 10e mois (4 novembre 1932).

### Seconde Guerre mondiale
En septembre 1940, l'empire du Japon fait passer ses forces armées à travers toute l'Indochine française, suivant l'accord passé avec l'État français de Vichy. La France n'a alors pas les moyens de résister, et l'amiral Decoux, nommé gouverneur général par le gouvernement de Vichy, doit accepter la présence du Japon en Annam. L'empereur délaisse de plus en plus ses responsabilités politiques, se réfugiant dans la chasse. Le 9 mars 1945, l'armée impériale japonaise, qui est à la veille de la défaite et veut contrôler son repli en s'appuyant sur les anciens peuples colonisés, réalise un coup de force dans toute l'Indochine française et prend le pouvoir des mains de l'administration coloniale française pour le remettre aux Viet Namiens. La fin du protectorat et l'état de siège sont proclamés. Le 11 mars, Bảo Đại donne lecture d'un acte d'indépendance de son pays au sein de l’empire du Việt Nam en ces termes : « Vu la situation mondiale et celle de l'Asie en particulier, le gouvernement du Vietnam proclame publiquement qu'à dater de ce jour le traité de protectorat avec la France est aboli et que le pays reprend ses droits à l'indépendance ». Trần Trọng Kim est nommé Premier ministre mais le gouvernement vietnamien, dépourvu de réels moyens, se trouve impuissant face à l'effroyable famine qui ravage le Nord du pays et il est contesté par le Viêt Minh, dirigé par Hô Chi Minh.
Le 14 août, il annonce l'annexion de la Cochinchine, colonie française, à son royaume, réunifiant ainsi le Việt Nam, sous la protection politique des Japonais. Le lendemain, cependant, le gouvernement japonais, à la suite notamment des bombardements atomiques de Hiroshima et Nagasaki, annonce son intention de capituler. Bảo Đại n'étant plus protégé par les Japonais, le 17, le Việt Minh jette à bas les couleurs impériales et, le 19, le gouvernement révolutionnaire est proclamé dans le palais du résident général. Le 25 août 1945, Bảo Đại est contraint d'abdiquer. Dans l'acte d'abdication, il indique : « Mieux vaut être citoyen d'un pays indépendant que d'être roi d'un pays esclave ».
Dans un premier temps, le gouvernement dirigé par Hồ Chí Minh lui demande de s'installer à Hanoï comme « conseiller suprême », sous le simple nom de « citoyen Vĩnh Thụy », nomination entérinée le 10 novembre. Craignant pour sa vie, Bảo Đại dort souvent dans des résidences réquisitionnées. Privé des ressources de l'empire d'Annam par son abdication, il découvre également la pauvreté. Au mois de décembre, les Français débarquent pour rétablir leur pouvoir colonial et prennent rapidement le contrôle du Sud du pays. Bảo Đại, est considéré comme un ancien allié des Japonais et un ennemi du retour des Français ; il doit être caché par le Việt Minh. En janvier 1946, il est élu député Việt Minh de la circonscription de Thanh Hóa.

### Guerre d'Indochine et retour au pouvoir
Progressivement, le nom de Bảo Đại revient sur le devant de la scène : les partis d'opposition au Việt Minh le voient volontiers comme chef d'un gouvernement d'union nationale. Pour l'éloigner, Hồ Chí Minh l'envoie en Chine dans une « délégation amicale ». Son influence sur la vie vietnamienne décroît alors rapidement. En avril 1946, Bảo Đại gagne Hong Kong. Cependant, la France renoue contact avec lui et paie ses dépenses, dans l'espoir de le voir remonter sur le trône. Bảo Đại ne s'engage pas avant septembre 1947, quand il se déclare prêt à remonter sur le trône face aux exactions communistes. Cependant, il ne rentre pas immédiatement au Việt Nam et préfère voyager d'abord en Grande-Bretagne, en France (où il réside notamment dans sa propriété cannoise du château Thorenc) et enfin en Suisse, où le gouvernement négocie avec lui son retour au pouvoir. Un accord est conclu avec les Français, mais l'ancien empereur attend, pour rentrer au pays, que la Cochinchine ait été rattachée au reste du territoire vietnamien et laisse en attendant le Gouvernement central provisoire du Viêt Nam du général Nguyễn Văn Xuân gérer sur place les affaires courantes.
Dès lors, à partir de 1948, le « citoyen Vĩnh Thụy » est considéré  comme un traître à son pays par les communistes. En mars 1949, le tribunal militaire de la 3e interzone militaire communiste met en scène son procès, un acteur étant chargé d'incarner l'ex-empereur. Bảo Đại est accusé de haute trahison et condamné à mort.
Les négociations entreprises entre la France et le gouvernement central provisoire ont abouti à la Déclaration commune faite le 5 juin 1948 en baie d'Along entre Émile Bollaert, Haut-commissaire de France en Indochine, et le général Nguyễn Văn Xuân, président du GCP du Viêt Nam, en présence de Bảo Đại : « La France reconnaît solennellement l'indépendance du Viêt Nam auquel il appartient de réaliser librement son unité… » et aux accords du 8 mars 1949 (dits Auriol-Bảo Đại) signés personnellement par l'ex-empereur en tant que chef de l'État du Viêt Nam. Par la suite, l'ordonnance du 23 mai 1948 créant le gouvernement de fait du général Nguyễn Văn Xuân, est remplacée par celle du 1er juillet 1949 signée par Bảo Đại, chef de l'État et qui énonce les grandes lignes de l'organisation et du fonctionnement des institutions du Viêt Nam. Il est à noter qu'afin de ne pas donner le sentiment d'une restauration monarchique, l'ancien empereur n'utilise que le titre de « chef de l’État », la définition du régime politique du pays étant renvoyée à plus tard.
Cette constitution provisoire repose sur la base du principe de la souveraineté populaire (c'est l'application de la devise baodaïste : le peuple avant tout), la volonté du peuple étant la source de toutes les activités nationales. Malgré l'article 1er (« Le peuple vietnamien décidera librement de ses institutions »), cette assertion n'est valable que pour l'avenir ; « du fait des circonstances actuelles de guerre, elle (sa volonté) ne peut s'exprimer librement ».
En 1949, Bảo Đại atterrit à Đà Lạt pour proclamer l'État du Việt Nam, un gouvernement anticommuniste. Il est seul, la famille impériale, restée à  Cannes ne le retrouvant qu'ensuite à Dalat. Aussitôt au pouvoir, il s'efforce de faire respecter à la lettre les accords Auriol, prévoyant des transferts de souveraineté de la France vers le Việt Nam unifié. En 1951, il instaure la fête des « terres mélangées », censée exalter toutes les composantes ethniques du Việt Nam. Appuyé par le général de Lattre de Tassigny, commandant en chef français en Extrême Orient, il arrache à la France l'acceptation d'une armée nationale comprenant marine et aviation, et négocie avec la Thaïlande ou encore Formose. Cependant, l'armée reste sous commandement français.

### Exil en France
Les défaites françaises fragilisent sa position. Un mois après Dien Bien Phu, et pendant les négociations de Genève, qui préparent la division de fait du pays et le retrait des Français, le 6 juin 1954, Ngô Đình Đìêm  remplace au poste de Premier ministre Buu Loc nommé en janvier. Catholique, favorable à une indépendance non communiste, Diêm avait reproché à l'empereur d'être trop faible face aux Français, et s'était installé aux États-Unis. Ceux-ci ne signent pas les accords de Genève le 20 juillet 1954 et soutiennent Ngô Đình Diệm, qui s'impose dans la partie sud du Viêt Nam coupé sur le 17e parallèle. Bảo Đại est destitué le 23 octobre 1955 : la République est proclamée à la suite d'un référendum truqué organisé par Ngô Đình Diệm, qui triomphe avec 98 % des voix.
Exilé à Cannes, Bảo Đại réduit son train de vie avant de déménager en Alsace. Il se lie d'amitié avec le comte Louis de Maigret et Jean de Beaumont, ancien député de la Cochinchine et lui aussi grand amateur de chasse. Surveillé par l'administration fiscale, ayant perdu les subsides français, il doit vendre peu à peu ses biens. Il est séparé de son épouse, Nam Phương, qui s'était installée en Corrèze au « domaine du Perche » à Chabrignac, où elle aurait vécu selon certains une liaison avec André Mouran, un kinésithérapeute rencontré à Cannes en 1957. Elle y meurt en 1963 à l'âge de quarante-neuf ans. Ils sont tous les deux enterrés au cimetière de Chabrignac.
En 1957, lors de séjours en Alsace, il rencontre Christiane Bloch-Carcenac, avec laquelle il a une liaison jusqu'en 1970. De cette relation naît son dernier enfant, Patrick-Édouard Bloch, né en 1958, qui vit toujours en Alsace.

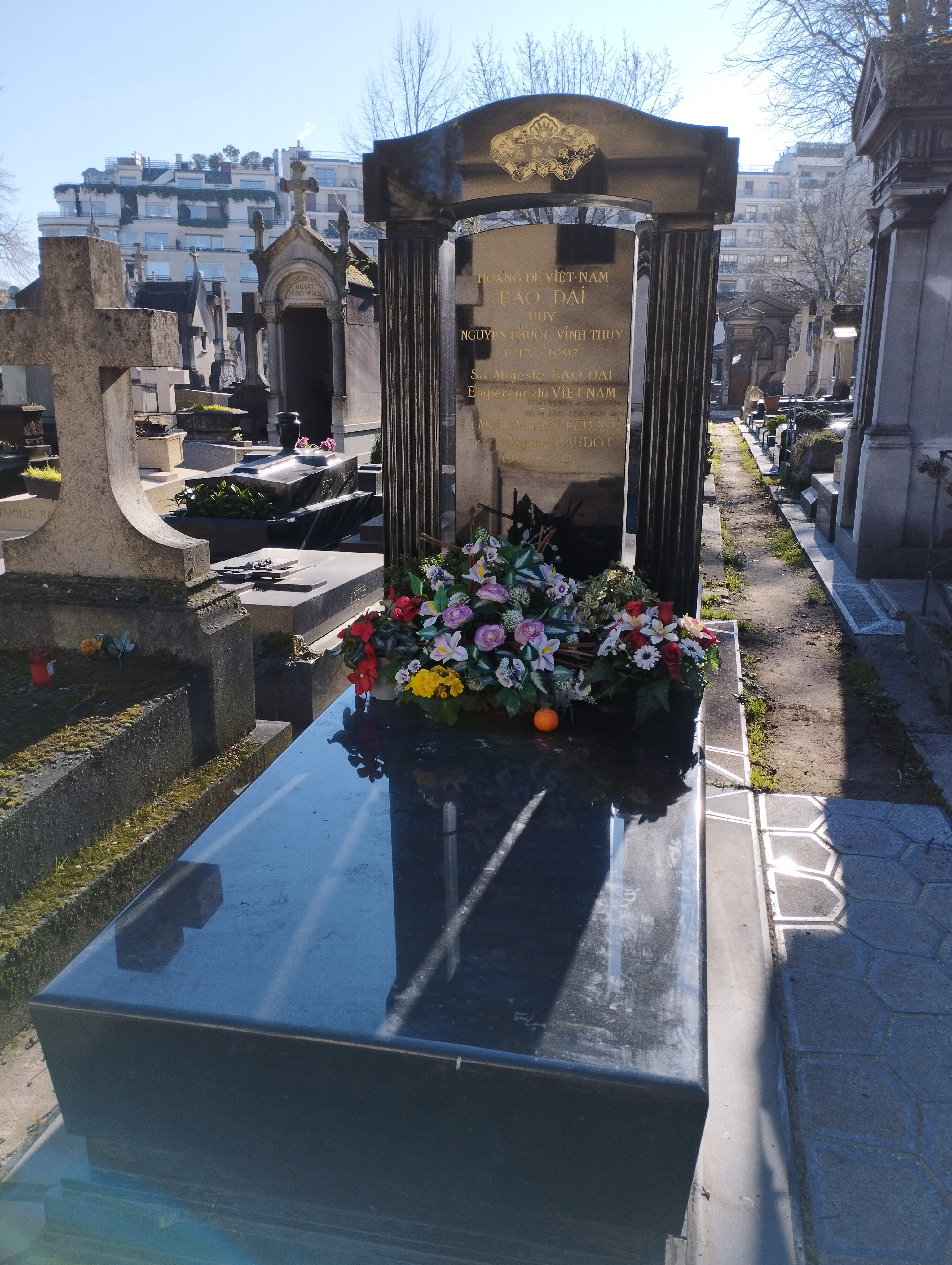
Tombe de Bảo Đại au cimetière de Passy (division 3).

En janvier 1972, il épouse Monique Baudot, une jeune fille d'origine lorraine née le 30 avril 1946 à Saint-Amand-Montrond (Cher), fille d'un clerc de notaire, qui prend le titre de « princesse Monique ». Il effectue quelques voyages à l'étranger où il s'exprime devant la diaspora vietnamienne. En 1988, sur l'initiative de son épouse, une fervente chrétienne, il reçoit le baptême catholique sous le nom de Jean-Robert. Le 31 juillet 1997, il meurt d'une tumeur au cerveau à l'hôpital du Val-de-Grâce. À ses funérailles, le Viêt Nam communiste envoie une couronne de fleurs. Il est enterré au cimetière de Passy (3e division).
Sa veuve, la princesse, prend le nom d'impératrice Thái Phương et continue à être occasionnellement montrée à la diaspora. Restée à Paris, elle organise, chaque année, une messe aux intentions de son mari, en la cathédrale Saint-Louis des Invalides. Elle décède en septembre 2021, âgée de 75 ans.
Il est significatif de l'attitude personnelle de l'ex-empereur qu'il n'eut jamais aucun mot contre ceux qui ont été ses adversaires : Hồ Chí Minh et Ngô Đình Diệm.
Ses fils, les princes Bảo Long (mort en 2007), puis Bảo Thắng (mort en 2017), lui succèdent à la tête de la maison Nguyễn.

## Œuvre
Bảo Đại a raconté sa vie dans des mémoires intitulés Le Dragon d'Annam (1980). Il a également collaboré à la rédaction d'un livre sur Huế, Huê, la cité interdite.